# Joan van der Waals
Joan Henri van der Waals (Amsterdam, 2 mei 1920 - Leiden, 21 juni 2022) was een Nederlandse hoogleraar natuurkunde. Hij werd vooral bekend door zijn werk in de molecuulfysica. Van der Waals was, van 1967 tot aan zijn emeritaat in 1989, als hoogleraar verbonden aan het Leids Instituut voor Onderzoek in de Natuurkunde.

## Leven en werk
Van der Waals was de achterkleinzoon van de broer van Nobelprijswinnaar Johannes Diderik van der Waals. Hij interesseerde zich al vroeg voor natuurkunde. Na zijn middelbare school werkte hij als leerling-assistent in een laboratorium in Londen. Terug in Nederland ging hij in Amsterdam exacte wetenschappen studeren. Na zijn weigering de loyaliteitsverklaring met de Duitsers te tekenen, dook hij onder en ging hij in het verzet. 
Na de afronding van zijn studie in Amsterdam ging Van der Waals werken voor Shell. In 1950 promoveerde hij aan de Rijksuniversiteit Groningen op het proefschrift Thermodynamic properties of mixtures of alkanes differing in chain length (thermodynamische eigenschappen van mengsels van alkanen met verschillende keten-lengte). Tussen 1953 en 1958 publiceerde Van der Waals (deels met J.C. Platteeuw) verschillende artikelen over de zogeheten "kooimoleculen". Het betoog kwam erop neer dat watermoleculen een soort kooi vormen om een molecuul methaan, een belangrijk bestanddeel van aardgas, en dat kooimoleculen bij bepaalde druk stabiel zijn. In 1967 werd Van der Waals benoemd tot hoogleraar experimentele natuurkunde in Leiden, een functie die hij tot 1989 vervulde. Ook na zijn pensioen bleef Van der Waals actief, en was hij een graag gezien spreker op bijeenkomsten.

## Eerbewijzen
Van der Waals kreeg de Bourke Award van de Royal Society of Chemistry in 1962. In 1971 werd hij gekozen tot lid van de Koninklijke Nederlandse Akademie van Wetenschappen, en tussen 1984 en 1987 zat hij ook in het KNAW-bestuur. Van der Waals was ridder in de Orde van de Nederlandse Leeuw.